# بيتر إف. كريستنسن
بيتر إف. كريستنسن (بالإنجليزية: Peter F. Christensen)‏ هو كاهن كاثوليكي أمريكي، ولد في 24 ديسمبر 1952 في ألتادينا في الولايات المتحدة.